# 1911

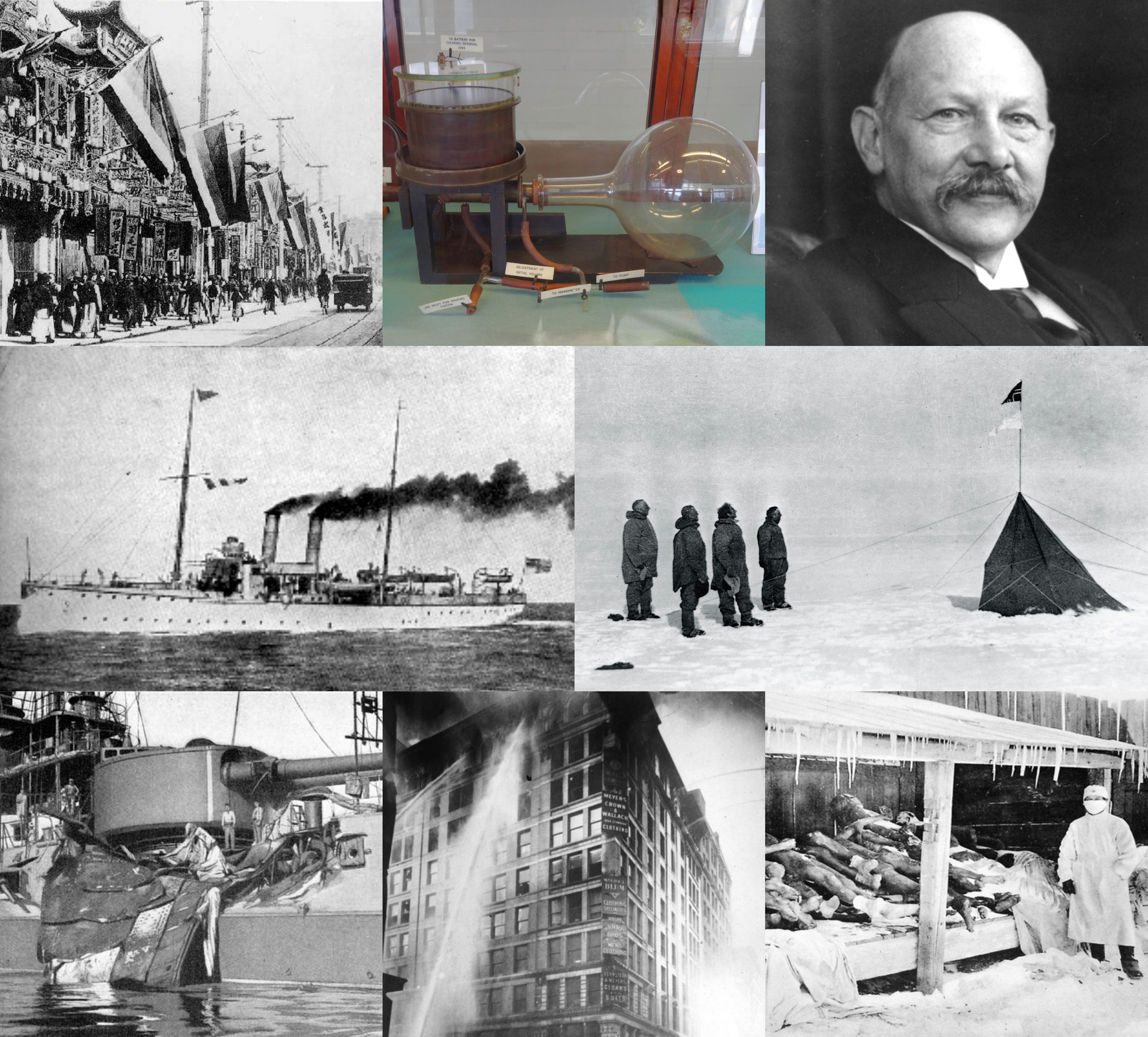

1911 (MCMXI) là một năm thường bắt đầu vào Chủ nhật của lịch Gregory và là một năm thường bắt đầu vào Thứ Bảy của lịch Julius, năm thứ 1911 của Công nguyên hay của Anno Domini, the năm thứ 911  của thiên niên kỷ 2, năm thứ 11  của thế kỷ 20, và năm thứ  2   của thập niên 1910. Tính đến đầu năm 1911, lịch Gregory bị lùi sau 13 ngày trước lịch Julius, và vẫn sử dụng ở một số địa phương đến năm 1923. 

## Sự kiện

### Tháng 1
- 1 tháng 1 - Northern Territory được chia tách chính trị khỏi South Australia và chuyển cho Khối Thịnh vượng chung kiểm soát.
- 5 tháng 1 - Alpha Kappa Psi Fraternity được thành lập tại Đại học Indiana, Bloomington, Indiana.
- 10 tháng 1 - Thiếu tá Jimmie Erickson chụp bức không ảnh đầu tiên (trên San Diego, California).
- 18 tháng 1 - Eugene B. Ely hạ cánh trên boong tàu USS Pennsylvania đậu ở bến cảng San Francisco, là vụ hạ cánh đầu tiên của máy bay trên một chiếc tàu thủy.
- 21 tháng 1 – Các cuộc đua Monte Carlo  đầu tiên (Cuộc đua ô tô Rallye Monte Carlo).
- 26 tháng 1 - Glenn H. Curtiss bay thành công chiếc thủy phi cơ.
- 30 tháng 1 – Tàu khu trục USS Terry đã thực hiện cuộc cứu hộ máy bay trên biển, cứu sống James McCurdy cách La Habana, Cuba 10 dặm.

### Tháng 2
- 11 tháng 2 - Omak, Washington chính thức thành một thị xã ở quận Okanogan.
- 18 tháng 2 - Chuyến bay chở thư chính thức đầu tiên diễn ra ở Allahabad, Ấn Độ đi Naini, Ấn Độ, khi Henri Pequet chở 6500 lá thư đi xa 13 km.

### Tháng 4
- 26 tháng 4: Thành lập đại học Thanh Hoa.
- 27 tháng 4: Xảy ra khởi nghĩa Quảng Châu lần thứ hai.

### Tháng 6
- 5 tháng 6: Hồ Chí Minh ra đi tìm đường cứu nước ở Bến Nhà Rồng

### Tháng 7
- 31 tháng 7: Tống Giáo Nhân tại Thượng Hải thành lập Đồng Minh hội

### Tháng 10
- 10 tháng 10: Khởi nghĩa Vũ Xương.
- 11 tháng 10: Đảng cách mạng Trung Quốc thành lập chính phủ Trung Hoa Dân Quốc.
- 22 tháng 10: Trường Sa độc lập, tướng quân Thiểm Tây công chiếm Tây An.
- 29 tháng 10: Sơn Tây độc lập, Diêm Tích Sơn lập chính quyền.
- 30 tháng 11: Thái Ngạc khỏi nghĩa thành công tại Côn Minh.

### Tháng 11
- 4 tháng 11: Quý Châu độc lập, Chiết Giang độc lập
- 5 tháng 11: Chiết Giang độc lập
- 7 tháng 11: Quảng Tây độc lập.
- 8 tháng 11: An Huy độc lập
- 9 tháng 11: Quảng Đông độc lập

### Tháng 12
- 1 tháng 12: Ngoại Mông Cổ tuyên bố độc lập
- 29 tháng 12: Tôn Trung Sơn được đề cử làm đại tổng thống Trung Hoa Dân Quốc.

## Sinh
- 19 tháng 1 – Lê Thị Lựu, nữ hoạ sĩ người Việt Nam (m. 1988)
- 6 tháng 2 – Ronald Reagan, tổng thống Mỹ thứ 40 (m. 2004)
- 30 tháng 4 - Nghệ sĩ Phùng Há (m. 2009)
- 24 tháng 6 – Juan Manuel Fangio, vận động viên đua xe người Argentina (m. 1995)
- 30 tháng 6 - Czesław Miłosz, nhà văn, nhà thơ Ba Lan, giải Nobel văn học năm 1980 (m. 2004).
- 5 tháng 7 – Georges Pompidou, tổng thống Pháp (m. 1974)
- 17 tháng 8 - Mikhail Botvinnik, kỳ thủ cờ vua Liên Xô, ba lần giành ngôi vô địch thế giới.
- 25 tháng 8 - Võ Nguyên Giáp, Đại tướng đầu tiên của Quân đội Nhân dân Việt Nam (mất 2013).
- 7 tháng 9 – Todor Zivkov, tổng thống Bulgaria (m. 1997)
- 10 tháng 10 - Lê Đức Thọ, chính khách, người Việt Nam đầu tiên được trao giải Nobel Hòa bình (m. 1990).
- 1 tháng 11 – Henri Troyat, nhà văn Pháp (m. 2007)
- 11 tháng 11 - Naguib Mahfouz, nhà văn Ai Cập, giải Nobel Văn học năm 1988 (mất 2006) không rõ ngày
  - Bút Tre - nhà thơ Việt Nam, người được coi là khởi xướng dòng thơ Bút Tre.
  - Trần Văn Giàu, nhà hoạt động cách mạng, nhà khoa học, và nhà giáo Việt Nam.
  - 31 tháng 1 – Baba Vanga, nhà tiên tri (mất 1996).

## Mất
Nguyễn Tiểu La chí sĩ thời cận đại Việt Nam (s.1863) 

## Giải Nobel
- Vật lý - Wilhelm Wien
- Hóa học - Marie Curie
- Y học - Allvar Gullstrand
- Văn học - Bá tước Maurice Maeterlinck
- Hòa bình - Tobias Asser, Alfred Hermann Fried